# Yves Rodier
Yves Rodier (Farnham, 5 giugno 1967) è un fumettista canadese.

## Biografia
Nato il 5 giugno 1967 a Farnham (Montérégie, Québec), Yves Rodier decide nel 1987 di completare l'incompiuto Alph-Art di Hergé. Ci sono voluti cinque anni per completare l'opera, che è stata il suo biglietto da visita e lo ha reso famoso. Dopo aver studiato musica alla scuola secondaria e cinematografia al Cégep de Saint-Hyacinthe, ha scelto il fumetto (e, incidentalmente, i cartoni animati) come occupazione a tempo pieno. Nel 2015, stufo, ha annunciato di "abbandonare i fumetti ".
Yves Rodier ha anche pubblicato suoi lavori su Pif Gadget, L’immanquable e Hop!.

## Produzione

### Compilazioni su Tintin
- Portfolio Galerie de Portraits - les Amis
- Tintin et L'Alph-Art:[7] 62 pages.
- Tintin, reporter freelance nel XX secolo: 6 pagine in italiano. Per questa avventura, Yves Rodier ha utilizzato uno scenario proposto nel 1957 ai lettori della rivista Spirou per un concorso[8].
- Tintin e il termozero: 1 pagina. Si tratta dell'inchiostrazione di pagina 4 basata su uno schizzo a matita di Hergé.
- Un jour dans un aéroport: 1 pagina. Una volta terminata la sua versione de L'Alph-art, Yves Rodier aveva progettato di affrontare quest'altra avventura incompiuta. Tuttavia, dopo l'accoglienza ricevuta dalla Fondation Hergé in seguito all'uscita de L'Alph-art, Yves Rodier ha gettato la spugna, avendo cura di inchiostrare la pagina più finita del suo progetto.
- Le Lac de la sorcière : 7 pagine
- Tintin au Tibet : 1 pagina (27 bis)

Yves Rodier è l'autore di numerosi hors-texte, ex-libris e biglietti d'auguri che prendono in giro Tintin.

### Pignouf e Amleto
- La Bande sauvage (pubblicato nel maggio 2000 da Mille-Îles)
- La Griffe du tigre (incompiuto)

### Simon Nian
Sceneggiatura di François Corteggiani
- Décime-moi un maton, éd. Glénat, 2005
- Les Démons de Pertransac, éd. Glénat, 2006
- L'Exposition maudite, éd. Glénat, 2011

### Lo Spectro
Sceneggiatura di Frédédic Antoine
- Les Mutants de la lune rouge, éd. Le Lombard, 2011
- Trans-Amazonie, éd. Le Lombard, 2013
- L'antre du vaudou, 2014
- Le bayou de l'enfer (incompiuto)

### Purgatorio(sceneggiatura)
Disegni di Cécile
- 1 - Chacun son Enfer ! éd. Lounak, 2014

### Cartone animato
Yves Rodier ha contribuito a numerosi cartoni animati, tra cui Fantômette, le Marsupilami, Papyrus, Bob Morane e Les Aventures d'une mouche, trasmessi su Télétoon nel 2002 e 2003.